# Jean-Baptiste Mougeot
Jean-Baptiste Mougeot (n. 25 septembrie 1776, Bruyères, Lorena – d. 5 decembrie 1858, Bruyères, Vosges) a fost un medic precum botanist, briolog, geolog, micolog, și  pteridolog francez. Abrevierea numelui său în cărți științifice este Moug..

## Biografie
Mougeot a fost un elev al renumitului profesor de botanică și medicină Jean Hermann (1738-1800) la École de médecine a Universității din Strasbourg. Din 1798 a fost angajat în serviciul de sănătate al armatei franceze din Germania, unde a făcut cunoștință cu naturaliștii acestei țări, între alții cu profesorul german alsacian de botanică și farmacologie  din Strasbourg Christian Gottfried Nestler (1778-1832). După Pacea de la Lunéville s-a întors în orașul său stabilindu-se ca medic. El a practicat medicina nu numai cu o mare distincție, dar, de asemenea, cu tot zelul de caritate. Cei săraci au fost în special clienții săi preferați. Din anul 1803 până în ziua dinaintea morții sale, adică cincizeci și cinci de ani consecutivi, el a făcut neobosit vizita sa zilnică la spitalul din oraș. Se spune că nu a existat o casă din tot catonul, în care numele lui n-ar fi fost binecuvântat.
Omul de știință a găsit totuși timpul de a se preocupa cu botanica. El a dus o corespondență extensivă cu 250 de oameni de știință (aproximativ 10.000 de scrisori sunt păstrate în Muzeul de Istorie Naturală din Paris) și a scris nenumărate jurnale de călătorie. În acest domeniu științific a cooperat strâns cu sus numitul Nestler și cu profesorul de botanică, geologie și paleobotanică Wilhelm Philipp Schimper (1808-1880). Mai întâi, Mougeot a început singur cu două ierbare (1807 și 1808) pe care le-a numit Stirpes cryptogamae Vogesorum, trimițând primele două broșuri în manuscrise savantului Jean-Louis-Auguste Loiseleur-Deslongchamps (1774-1849). Ambele sunt păstrate ca copii la Herbier du Laboratoire de Cryptogamie du Muséum national d'Histoire naturelle. Apoi, în 1810,  Mougeot s-a alăturat lui Nestler și a început să publice o versiune tipărită sub titlul Stirpes cryptogamae vogeso-rhenanae (în total 16 fascicule cu peste 1500 exemplare de criptogame uscate de ferigi, mușchi, alge și fungi, culese în regiunea Munților Vosgi). Primele 11 serii au fost semnate de ambii botaniști. După moartea lui Nestler în 1832, Schimper s-a asociat publicației seriilor, iar după cea a lui Jean-Baptiste, au fost continuate de către fiul lui Antoine (1815-1889, medic, botanist, paleobotanist)  și întreprinzătorul (precum botanist, micolog amator) Jean-Marie Saturnin Casimir Roumeguère (1828-1892) cu fasciculele 15 (1860) și 16 (1890).
Din 1833 până la decesul lui în casa sa de naștere după o boală scurtă a fost de asemenea deputat în Conseil Général des Départements Vosges (Consiliul General al departamentului Vosges). Ierbarul lui Jean-Baptiste Mougeot și Christian Nestlers despre criptogramele regiunii Vosges (1400 plăci), colectate între 1810 și 1854, se păstrează în Muzeul de Științe din Laval.

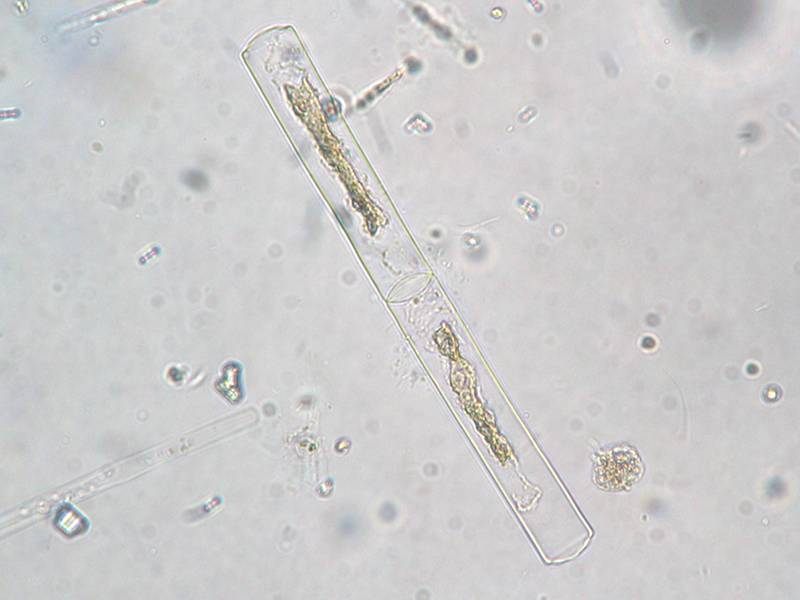
Mougeotia, spori

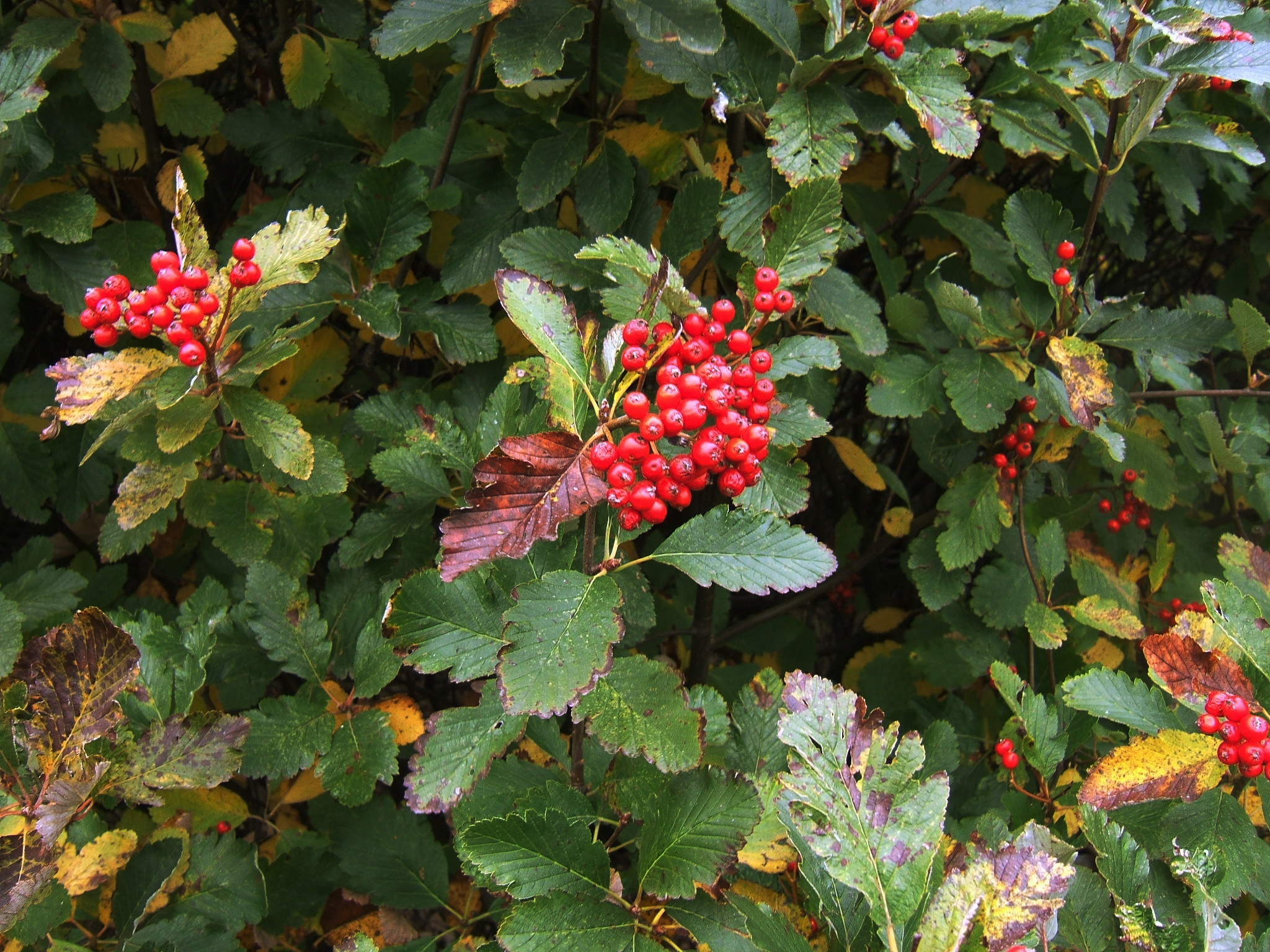
Sorbus mougeotii

## Plante dedicate în onoarea lui

### Genuri
- Mougeotia C.Agardh (1824) ,  (Sterculiaceae) cu toate speciile (169)[5]
- Mougeotiopsis, în prezent Debarya (Zygnemataceae)

### Specii
- Hieracium mougeotii Godr.  (Asteraceae)[6]
- Maschalosorus mougeotii Bosch (Hymenophyllaceae) [7]
- Aria mougeotii (Soy.-Will. & Godr.) Fourr. (Rosaceae)[8]
- Pyrus mougeotii Asch. & Graebn. (Rosaceae)[9]
- Rubus mougeotii Bill. ex F.W.Schultz (Rosaceae)[10]
- Sorbus mougeotii Soy.-Will. & Godr. (Rosaceae)[11]

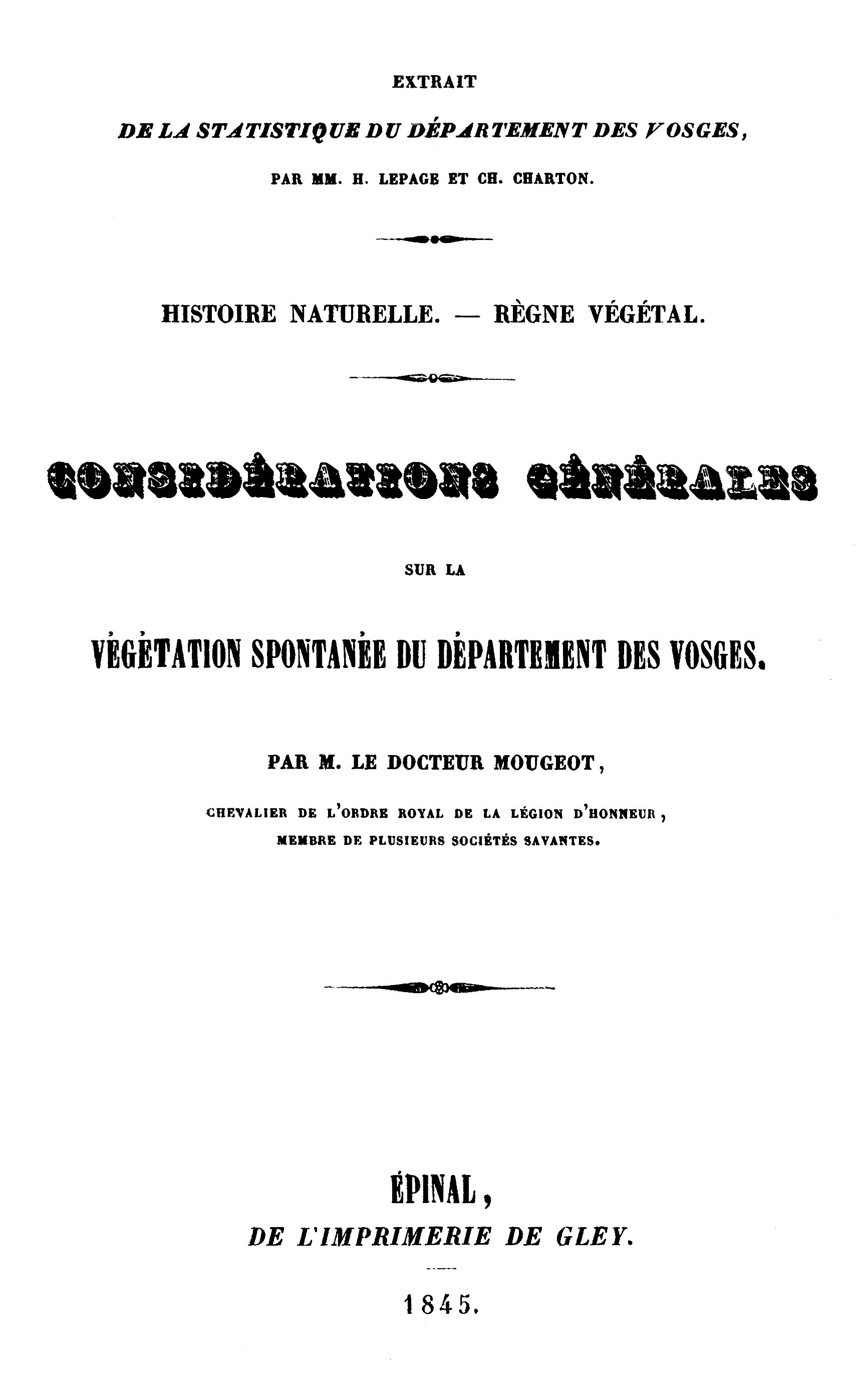
Moug.: Histoire naturelle

## Onoruri (selecție)
- Membru al Academiei germane al naturaliștilor Leopoldina (1842)[12]
- Membru al Société Botanique de France (1854)[2]
- Cavaler al Legiunii de onoare (1832)

## Publicații (selecție)
- Essai zoologique et médical sur les hydatides, Editura Impr. de Feugueray, Paris 1803
- Stirpes cryptogamæ vogeso-rhenanæ, quas in Rheni superioris inferiorisque, nec non Vogesorum præfecturis collegerunt, Fasc. I-IV, Editura Treuttel et Würtz, Strasbourg 1810-1812, împreună cu Chr. Nestler
- Stirpes cryptogamæ vogeso-rhenanæ, quas in Rheni superioris inferiorisque, nec non Vogesorum præfecturis collegerunt, Fasc. IV-XIV, Editura Treuttel et Würtz 1813-1854, împreună cu Chr. Nestler, W. P. Schimper
- Index alphabeticus: generum, specierum et synonymorum, impreunä cu Chrétien Géofroy Nestler și Wilhelm Philippe Schimper, Bruyerii Vogesorum 1843
- Considérations générales sur la végétation spontanée du département des Vosges, Editura  L'Imprimerie de Gley, Épinal 1845, 346 p.
- Notes médicales du Dr Mougeot, 1re série, extraite du Bulletin de la Société médicale scientifique de l'Aube, et comprenant des considérations sur l'absorption en général, l'absortion cutanée des quatre états de la matière... les silicades,  Editura Adrien Delahaye, Paris 1865, postum, imprimat de Antoine Mougeot
- Recherches sur quelques troubles de nutrition consécutifs aux affections des nerfs, Editura Adrien Delahaye, Paris 1867, postum, imprimat de Antoine Mougeot
- Itinéraire d'un ubiétiste à travers les sciences et la religion Première partie, Les sciences, Editura Germer-Baillière, Paris 1870, postum, imprimat de Antoine Mougeot